# Ağaçdere, Bitlis
Ağaçdere là một xã thuộc thành phố Bitlis, tỉnh Bitlis, Thổ Nhĩ Kỳ. Dân số thời điểm năm 2011 là 135 người.